# Ericka Huggins
Ericka Huggins (nascida Jenkins; Washington D.C., 5 de janeiro de 1948) é uma ativista, escritora e educadora americana. Ela é uma ex-líder da organização política, Partido dos Panteras Negras (abreviado do inglês: BPP). Ela foi casada com o colega do BPP, John Huggins, em 1968. No ano seguinte, como parte dos julgamentos dos Panteras Negras de New Haven, Huggins foi acusada de vários crimes relacionados ao assassinato de Alex Rackley. Posteriormente, foi considerada inocente de todas as acusações e libertada da prisão em 1971.

## Primeiros anos e educação
Nascida Ericka Jenkins em Washington, DC, Huggins era a filha do meio de três. Depois de terminar o ensino secundário em 1966, Huggins frequentou o Cheyney State College (agora Universidade Cheyney da Pensilvânia). Ela então esteve presente na Universidade Lincoln, uma escola historicamente negra na Filadélfia, cidade da Pensilvânia. Durante sua vida escolar, acabou conhecendo John Huggins, com quem ela se casaria em 1968. Embora o Congresso de Estudantes Negros da Universidade Lincoln se opusesse a líderes femininas, Huggins se engajou no grupo apesar da oposição.
Ela possui um Master of Arts em sociologia pela Universidade Estadual da Califórnia, East Bay. Sua tese se concentrou em um modelo educacional que propunha “educação gratuita centrada no aluno e baseada na comunidade para minimizar a raça multigeracional e o trauma de gênero dos americanos”.

## Carreira
Em 1972, mudou-se para Califórnia e tornou-se membro eleito do Conselho de Desenvolvimento Comunitário de Berkeley. Mais tarde, em 1976, foi eleita para o Conselho de Educação do Condado de Alameda. Ela foi a primeira pessoa negra, bem como a primeira mulher negra a ter um assento no Conselho. Entre 2008 a 2015, Huggins trabalhou no Peralta Community College District como professora de sociologia, estudos afro-americanos e estudos sobre mulheres. Ela deu aulas de sociologia no Laney College e no Berkeley City College, bem como estudos femininos na Universidade do Estado da Califórnia. Além disso, por mais de trinta anos, ela lecionou na Universidade de Stanford, na Universidade Cornell e na Universidade da Califórnia em Los Angeles, onde falou sobre educação, espiritualidade, feminismo, reforma prisional e pessoas queer de cor sem-teto.
Em relação ao seu trabalho com a espiritualidade, Huggins trabalhou por quinze anos no Siddha Yoga Prison Project, onde conduziu hataioga e meditação para grupos como presidiários, crianças de escolas públicas e estudantes universitários. No Instituto MédicoMind/Body, que trabalha com Escola de Medicina Harvard, ela continuou compartilhando sua espiritualidade e suas práticas por cinco anos.

## Envolvimento com o Partido dos Panteras Negras
Enquanto estava na Universidade Lincoln, Ericka e seu marido foram inspirados a deixar a escola e se juntar ao Partido dos Panteras Negras. Sua motivação veio de um artigo da revista Ramparts que ela leu, que discutia o tratamento cruel de Huey P. Newton enquanto estava encarcerado. Uma foto no artigo mostrava Newton sem camisa, com um ferimento a bala no estômago, amarrado a uma maca de hospital. Em 1967, o casal chegou a Los Angeles e se juntou ao Partido dos Panteras Negras.
Eventualmente, seu marido John Huggins tornou-se líder da organização de Los Angeles chamado Partido dos Panteras Negras. Enquanto estava em casa com sua filha de três semanas, seu marido foi assassinado em 17 de janeiro de 1969, no campus da Universidade da Califórnia em Los Angeles (UCLA), devido a uma rixa entre o Partido dos Panteras Negras e um grupo nacionalista negro, a US Organization, que foi alimentada pelo Programa de Contrainteligência (COINTELPRO) do FBI. Após sua morte, Ericka compareceu ao seu enterro em sua cidade natal, New Haven, Connecticut. Após seu funeral, ela decidiu se mudar para lá e abrir uma nova filial do Partido dos Panteras Negras. Ela liderou este novo capítulo ao lado de duas outras mulheres, Kathleen Neal Cleaver e Elaine Brown.
Enquanto estava envolvida com os Panteras Negras, Huggins ocupou vários cargos: editora e redatora do Black Panther Intercommunal News Service, diretora da Oakland Community School do partido de 1973 a 1981 e membro do Comitê Central do partido. Depois de passar dois anos na prisão, Huggins decidiu deixar os Panteras Negras, depois de ser membro por 14 anos, que é a associação mais longa para qualquer mulher envolvida com eles.

### Julgamentos do Pantera Negra de New Haven
Em 1969, membros dos Panteras Negras de New Haven torturaram e assassinaram Alex Rackley, de quem eles suspeitavam ser um informante. Junto com o cofundador do Partido dos Panteras Negras, Bobby Seale, Huggins foi acusada de assassinato, sequestro e conspiração. Huggins foi ouvida falando em uma gravação do interrogatório de Rackley que foi tocada durante o julgamento. O julgamento gerou protestos em todo o país sobre se os Panteras receberiam um julgamento justo e se a seleção do júri se tornaria a mais longa da história do estado. Em maio de 1971, o júri chegou a um impasse de 10 a 2 para a absolvição de Huggins, e ela não foi julgada novamente.

## Escrita e poesia
Enquanto aguardava julgamento de 1969 a 1972, Huggins passou seu tempo escrevendo na Prisão Estadual de Connecticut para Mulheres (tradução livre: Prison Niantic State Farm for Women), em Niantic, Connecticut. Escrevendo sobre as más condições sociais que ela e sua comunidade enfrentavam, ela via a narrativa como uma forma de autodefesa, agência pessoal e ativismo educacional. Seu trabalho é definido por temas como amor e ódio, tempo e espaço, sexismo e feminismo, espiritualidade, racismo e nacionalismo. Depois de ser libertada da prisão e todas as acusações serem retribuídas, Insights and Poems, um livro de poesia, coescrita por Huggins e Huey P. Newton, fundador do Partido dos Panteras Negras, foi lançado em 1975.

## Vida pessoal
Ericka Huggins casou-se com John Huggins em 1968. Posteriormente, deu à luz sua filha, Mai Huggins, aos vinte anos. Três meses após o nascimento de sua filha, Ericka ficou viúva quando John Huggins foi morto no campus da UCLA em janeiro de 1969.
Huggins tem dois filhos. Um de seus filhos é Rasa Sun Mott, que ela teve com James Mott, vocalista do Lumpen, o grupo de canto dos Panteras Negras. Huggins está com sua agora parceira, Lisbet Tellefsen, que é arquivista, colecionadora e curadora há dezesseis anos.